# Salvarani (equipo ciclista)
Salvarani fue un equipo ciclista italiano, de ciclismo en ruta que compitió de 1963 a 1972.
Nació como sucesor del antiguo equipo Ghigi. A lo largo de los diez años de existencia consiguió ganar tres golpes los Giro de Italia, y un golpe el Tour de Francia y la Vuelta en España. Compitió también en ciclismo en pista y en ciclocrós. Desapareció a finales de 1972, considerándose Bianchi-Campagnolo su continuador por la siguiente temporada.
En su plantilla tuvo ciclistas como Vittorio Adorni, Felice Gimondi, Rudi Altig o Walter Godefroot, entre otros muchos.

## Principales resultados
- Giro de Cerdeña: Arnaldo Pambianco (1963), Vittorio Adorni (1964), Marino Basso (1972)
- Flecha Brabanzona: Arnaldo Pambianco (1964)
- Tour de Romandía: Vittorio Adorni (1965), Felice Gimondi (1969), Gianni Motta (1971)
- París-Roubaix: Felice Gimondi (1966)
- Giro de Lombardía: Felice Gimondi (1966)
- Tour de Flandes: Dino Zandegù (1967)
- Gran Premio de las Naciones: Felice Gimondi (1967, 1968)
- Milán-San Remo: Rudi Altig (1968)
- Giro de la Romagna: Felice Gimondi (1968), Dino Zandegù (1969), Pietro Guerra (1972)
- Tirreno-Adriático: Antoon Houbrechts (1970)
- Vuelta a Suiza: Roberto Poggiali (1970)
- Giro de Emilia: Gianni Motta (1971)
- Volta a Cataluña: Felice Gimondi (1972)

### En las grandes vueltas
- Giro de Italia
  - 10 participaciones (1963, 1964, 1965, 1966, 1967, 1968, 1969, 1970, 1971, 1972)
  - 22 victorias de etapa:
    - 2 en 1963: Franco Magnani, Arnaldo Pambianco
    - 3 en 1964: Vittorio Adorni (2), Vito Taccone
    - 3 en 1965: Vittorio Adorni (3)
    - 2 en 1966: Vittorio Adorni, Felice Gimondi
    - 2 en 1967: Dino Zandegù (2)
    - 2 en 1968: Felice Gimondi, Luciano Guadaña Buena
    - 2 en 1970: Walter Godefroot, Dino Zandegù
    - 4 en 1971: Ercole Gualazzini, Felice Gimondi (2), Pietro Guerra
    - 2 en 1972: Marino Basso, Italo Zilioli

  - 3 clasificación finales:
    - Vittorio Adorne (1965)
    - Felice Gimondi (1967, 1969)

  - 2 clasificaciones secundarias:
    - Clasificación por equipos: (1965)
    - Clasificación por puntos: Dino Zandegù (1967)

- Tour de Francia
  - 6 participaciones (1964, 1965, 1969, 1970, 1971, 1972)
  - 10 victorias de etapa:
    - 3 en 1965: Felice Gimondi (3)
    - 2 en 1969: Rudi Altig, Felice Gimondi
    - 3 en 1970: Walter Godefroot (2), Primo Mori
    - 1 en 1971: Pietro Guerra
    - 1 en 1972: Ercole Gualazzini

  - 1 clasificación final:
    - Felice Gimondi (1965)

  - 3 clasificaciones secundarias:
    - Premio de la combatividad: Felice Gimondi (1965)
    - Clasificación por puntos: Walter Godefroot (1970)
    - Clasificación por equipos: (1970)

- Vuelta a España
  - 2 participaciones (1964, 1968)
  - 6 victorias de etapa:
    - 6 en 1968: Tommaso De Pra, Rudi Altig (2), Pietro Guerra, Wilfried Peffgen, Felice Gimondi

  - 1 clasificación final:
    - Felice Gimondi (1968)